# آپولو ۱۵
آپولو ۱۵ (به انگلیسی: Apollo 15) نهمین مأموریت سرنشین‌دار به فضا و چهارمین سفر و فرود انسان به سطح کره ماه بود.
این سفر ناسا در سال ۱۹۷۱ میلادی انجام شد. فضانوردان آن دیوید اسکات، آلفرد وردن و جیمز ایروین بودند.

## نگارخانه

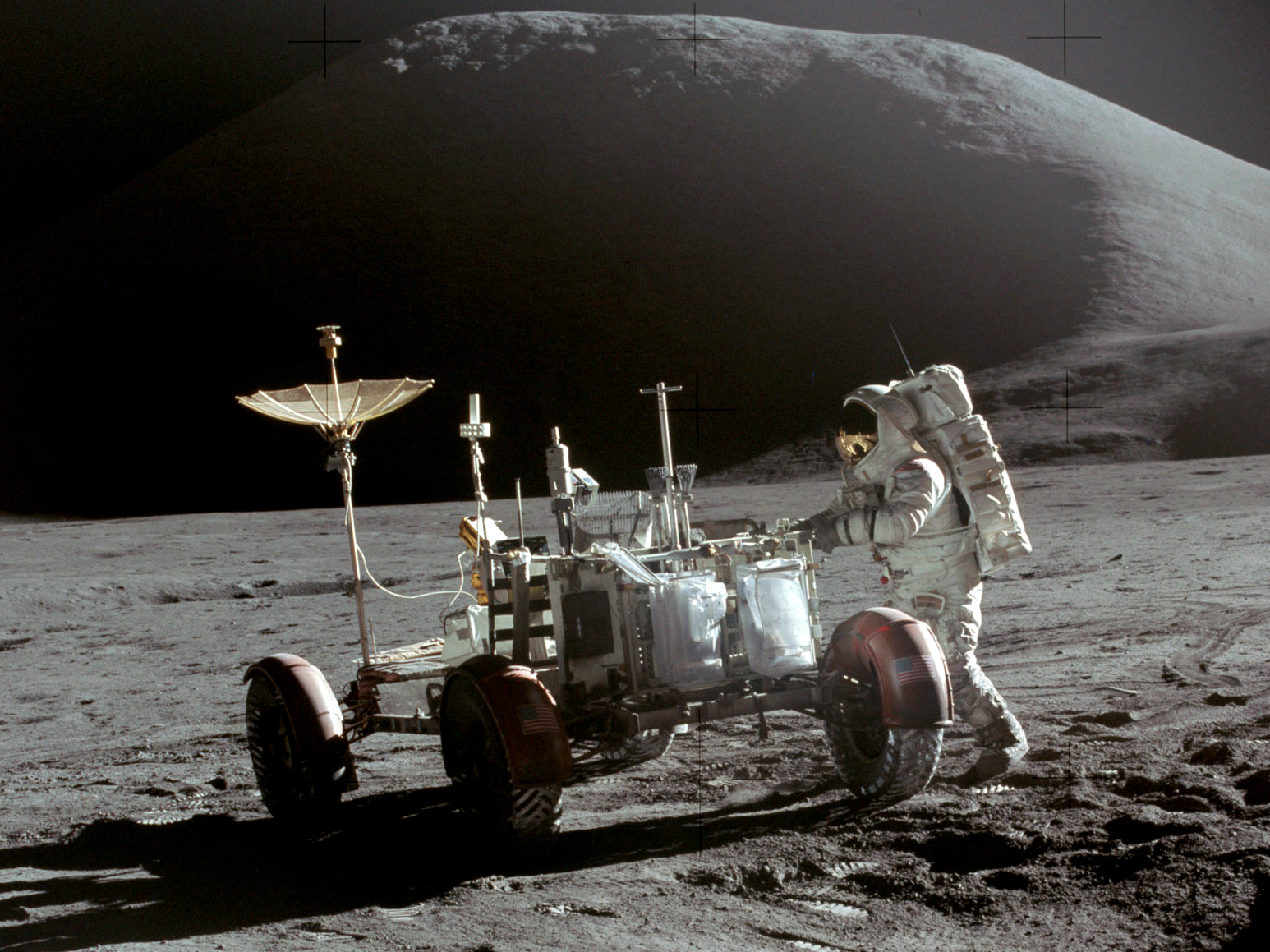
خودروی ماه‌نورد
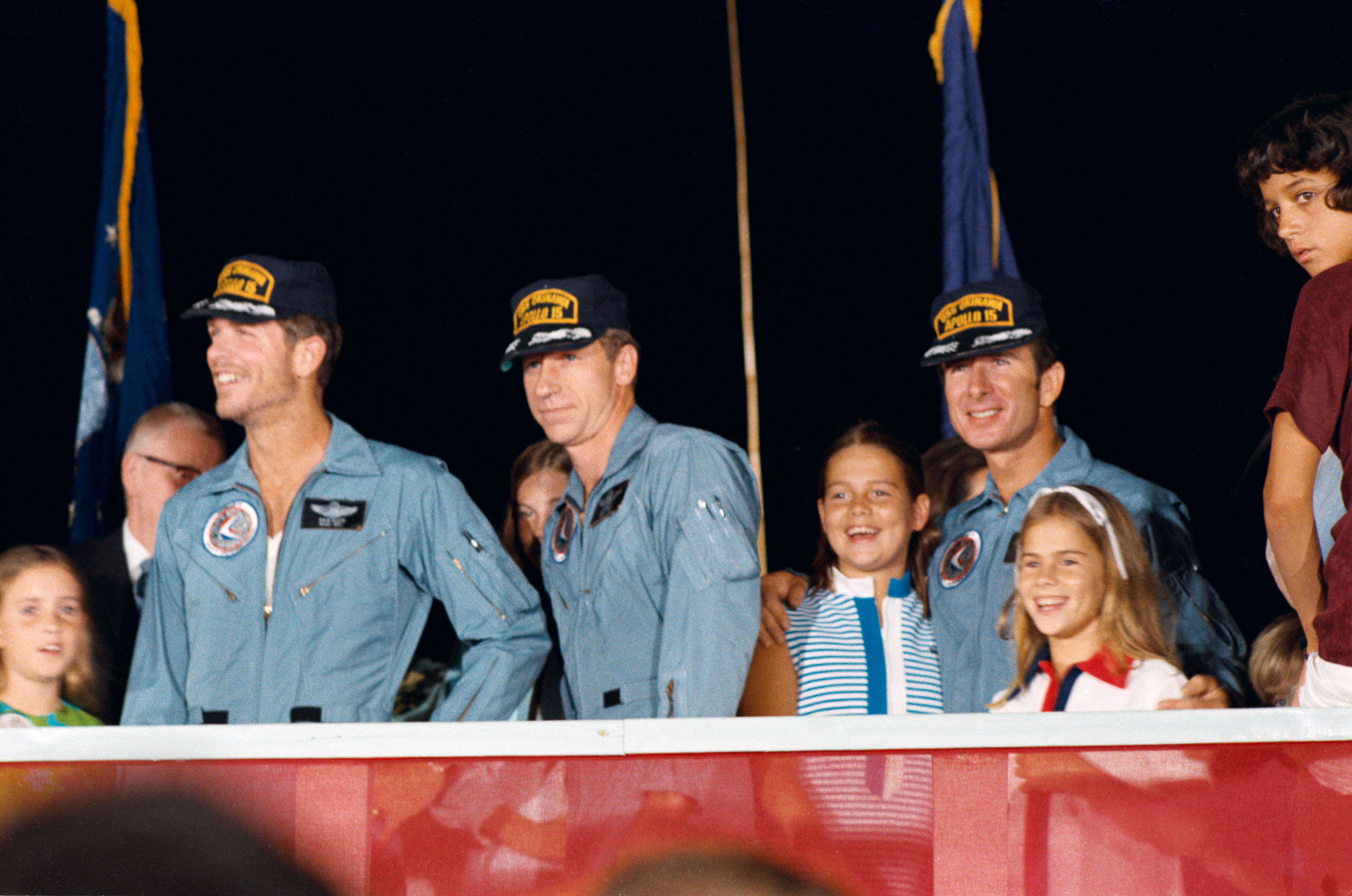
به افتخار ماموریتی موفقیت‌آمیز
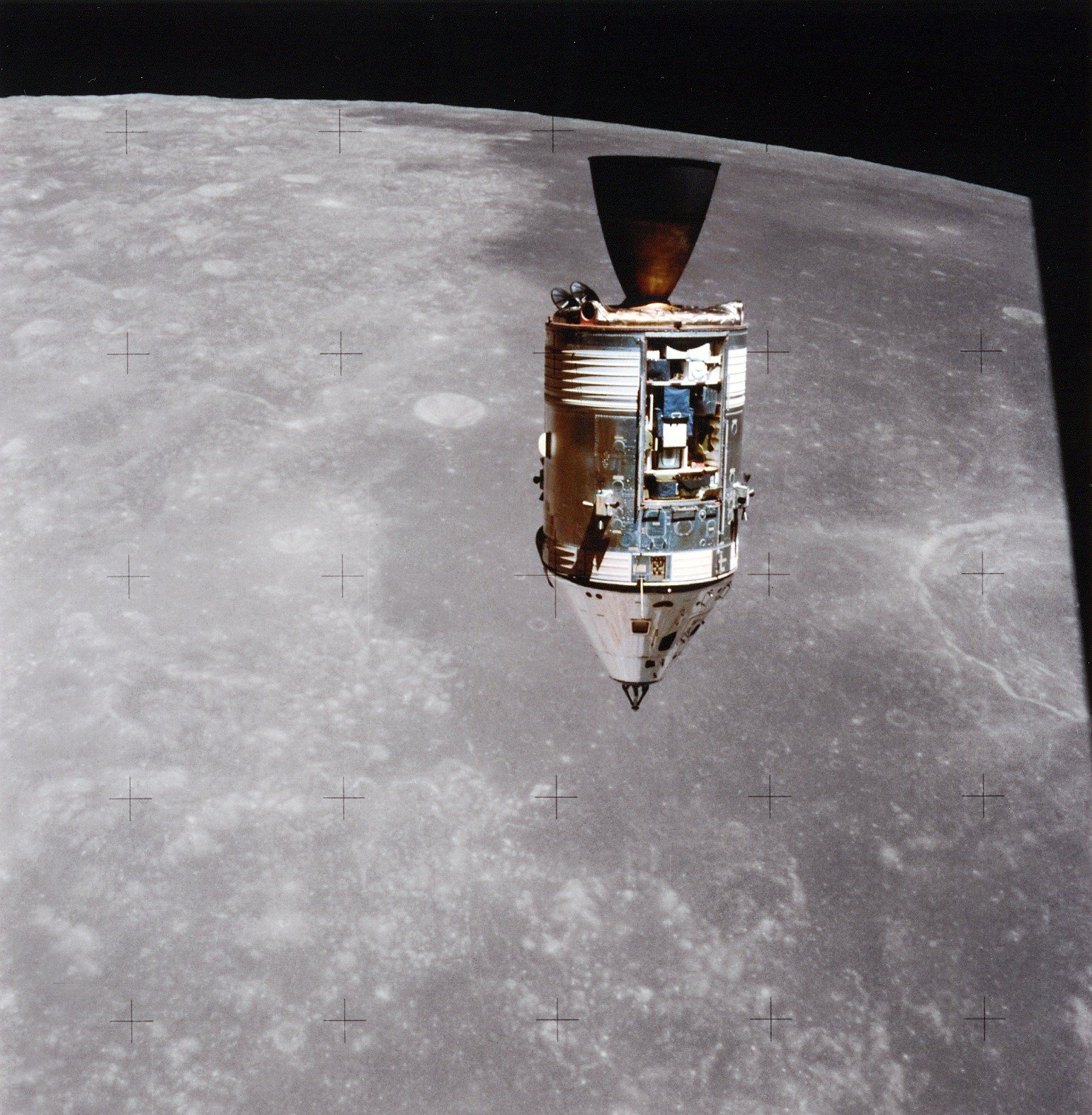
اندور برای بازگشت آماده می‌شود
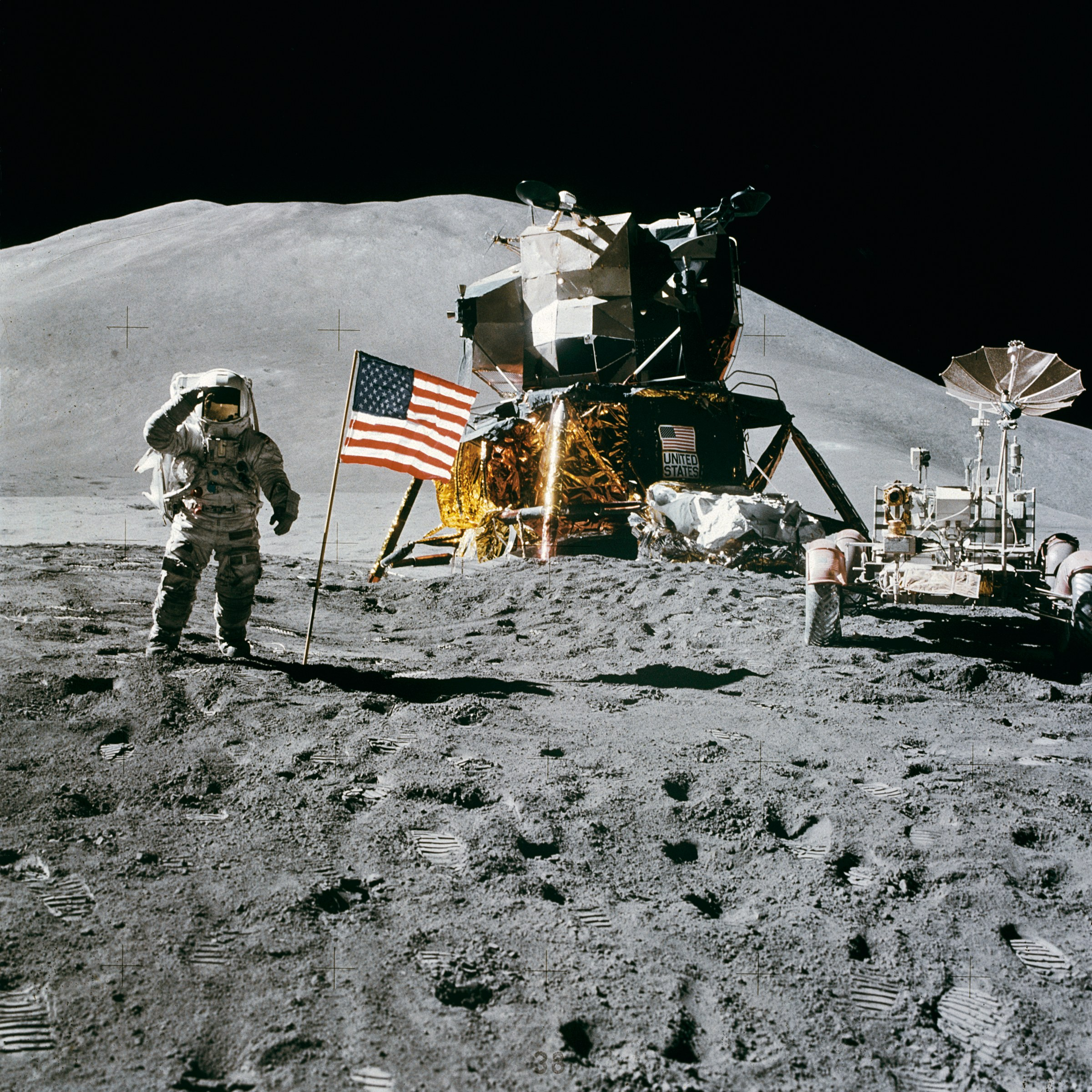
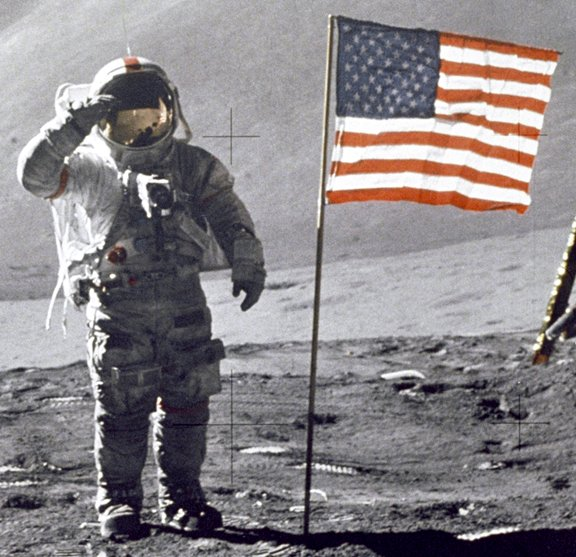
اسکات